# 로마가톨릭주의
로마가톨릭주의, 로만가톨리시즘, 즉 천주교주의를 의미한다.  전체로서의 천주교회, 즉 천주교 신자들을 포함하여 천주교회 신앙의 조직체, 신앙의 구성요소, 천주교회 신학과 교리들, 천주교회의 전례와 윤리적·정신적·행동적인 특징 모두를 아우르는 광범위한 용어이다. 기독교의 정통적 계승을 의미하는 교회 이해인 보편교회주의와는 구분해야 한다.
본래 '가톨릭' 용어는 니케아 신경을 고백하는 것과 사도 전승에 바탕을 두는 것으로 이를 따르는 모든 교회를 일컫는 보편교회를 지칭하는 광의적 용어이나, 서방교회 지역에서 11세기 교회대분열 이후 서방교회인 로마교회를 지칭하는 협의적 용어로도 사용되기 시작하였고, 16세기 이후 서방교회 내에서 종교개혁 반대파인 교황을 중심으로 하는 교회를 일컫는 협의적 의미로 사용하기도 하며, 현문서는 협의적 의미의 로마 가톨릭주의 즉 천주교주의로 정의한다.
통상적으로는 교황 성좌와 완전한 일치를 이루고 있는 천주교회 소속 그리스도인들과 교회를 지칭하는 용어이다. 교회 대분열이 일어나기 전까지 모든 교회는 보편교회의 의미로 가톨릭 교회로 불리었으며, 여전히 동방 정교회, 오리엔트 정교회, 아시리아 동방교회 등도 여전히 가톨릭, 즉 보편교회로 칭한다.
일반적인 가톨릭 의미와 달리 로마 가톨릭주의는 사도 시대부터 이어져오는 신앙과 전통의 끊임없는 연속성과 함께 12세기 서방교회에서 구체화한 교황주의를 포함하는 뜻을 지닌 용어이기 때문에, 16세기 종교개혁의 원칙으로 내세운 오직 성경만 주장하는 개신교회의 복음주의과는 상반된 것으로 인식되었다.
미국의 천주교 사제이자 신학 교수인 리처드 맥브라이언의 설명에 따르면, 로마 가톨릭주의는 전승과 성사, 하느님과 인간 사이의 중재, 로마 주교좌에 대한 특별한 이해와 순종이라는 특정을 지녔다는 점에서 다른 형태의 그리스도교와는 뚜렷하게 구분된다.

## 가톨릭교회 용어의 유래
‘가톨릭교회’라는 용어를 맨 처음 사용한 것은 보편교회 시기인 1세기 경 안티오키아의 성 이냐시오(35 - 107?)가 스미르나에 사는 그리스도인들에게 보낸 서간인 《스미르나 신자들에게 보낸 서간》에서이다. 그는 신자들이 자신들의 주교와 단단히 결속하기를 권고하고자 다음과 같은 글을 썼다. “예수 그리스도께서 계시는 곳에 가톨릭교회가 존재하듯, 주교가 있는 곳에 교회 공동체가 존재한다.” 이 때의 '가톨릭' 교회는 동방교회과 서방교회를 통칭하는 교회 전체를 의미하며, 서방교회의 일부인 현재의 천주교회만을 의미하는 것은 아니었다.

## 가톨릭 용어에 대한 교파별 해석
오늘날 많은 기독교 종파들이 사도 전승을 비롯하여 저마다 나름의 이유를 들어 보편교회(가톨릭교회)라고 주장한다. 스스로 보편 교회(가톨릭교회)라고 주장하는 이들은 다음과 같다.
- 동방교회
  - 동방 정교회와 오리엔트 정교회는 초대 교회로부터 이어지는 사도 전승을 지니고, 자신들을 진정한 보편 교회라 본다. 동방 정교회는 서방의 로마 주교좌와 동방의 콘스탄티노폴리스 주교좌, 알렉산드리아 주교좌, 안티오키아 주교좌, 예루살렘 주교좌 등 다섯 주교좌가 모두 동등하게 교회를 연합한다고 본다.[10][11][12][13]

- 서방교회
  - 로마 가톨릭교회는 로마교회만을 최고의 교회로 여기며, 교황을 중심으로 하는 로마교회 전통을 기준이라고 주장한다. 하나의 신앙 고백, 하느님 예배와 성사의 공통 거행, 성품성사를 통한 사도적 계승 그리고 전체 교회의 최고 목자인 교황과의 완전한 친교를 가톨릭주의의 필수적인 요소들로 간주한다. 가톨릭교회는 크게 라틴 전례 교회와 동방 전례 교회로 나뉘어 있으며 각자 독자적인 전통과 교계제도, 전례 양식을 갖고 있지만, 모두 교황과의 일치 아래 하나의 교회를 이루고 있다고 본다.[14]
  - 개신교회는 루터교를 비롯한 공교회주의 교회들은 스스로를 서방교회에서 교황주의에 의해 변질된 잘못된 신학을 극복한 보편교회라고 본다. 성공회와 감리교회, 구세군교회 등이 특히 강조하며, 일부 개혁주의 교파들도 보편교회라고 한다. 개신교 종파들도 초대 교회 시대부터 이어져 온 복음의 회복과 중요성을 진정한 사도 전승으로 보며 복음을 중심으로 하는 자신들이 진정한 보편 교회라고 주장한다.
  - 이 밖에도, 대다수 개신교와 몇몇 신흥 기독교 종파들도 역사적인 사도 전승에 대한 인식은 없으며 가톨릭이라는 용어를 로마 가톨릭 교회적이라는 이유로 꺼려하며 스스로 보편 교회라고 호칭하지는 않지만, 자신들을 초대 교회로 돌아간 사도들의 영적인 후계자로 자처한다.

## 교회 역사의 대략적인 개론

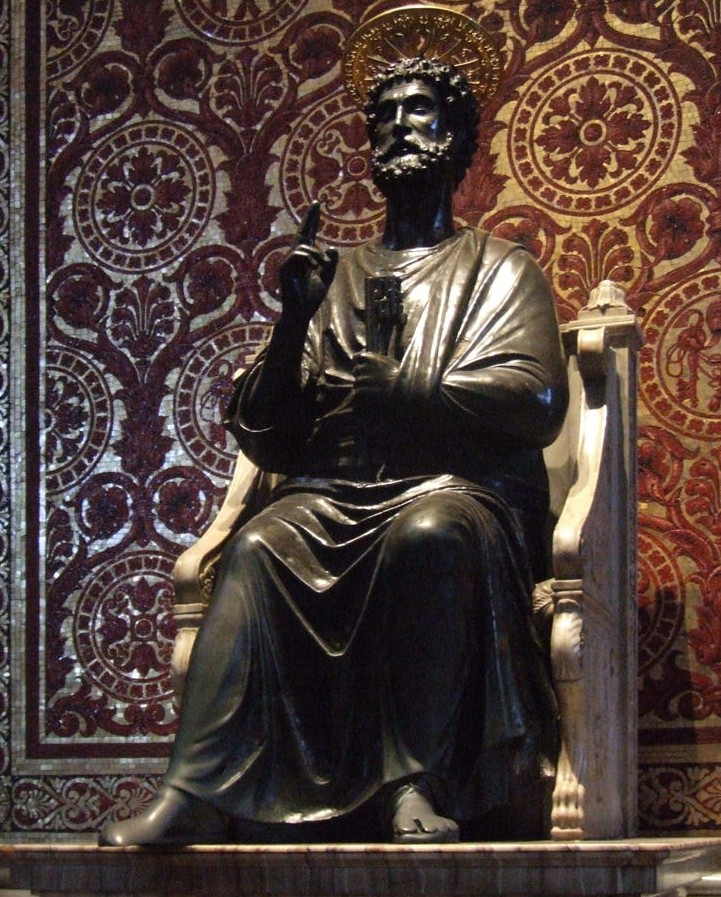
바티칸 성 베드로 대성전에 있는 성 베드로 청동상.

펜타르키아 이론에 따르면, 초기 가톨릭교회에는 로마와 알렉산드리아, 안티오키아에 총대주교좌가 세워졌으며, 나중에 콘스탄티노폴리스와 예루살렘에도 추가로 세워지게 되었다. 또한 로마제국의 콘스탄티노폴리스 천도 이전에는 교회 내에 교리 내지는 교회법의 절차에 관한 논쟁들이 발생할 경우 이에 대한 자문과 최종 판결을 종종 교황에게 구하곤 하였다. 한 예로 알렉산드리아의 대주교 아타나시오는 동방 주교들이 티레 교회회의(335년)를 열어 자신에 대한 불신임을 결의하자 당시 교황이었던 율리오 1세에게 상소하였다. 율리오 1세는 동방 주교들의 결의안이 무효임을 선언하고 아타나시오가 다시 자신의 주교좌로 돌아갈 수 있게 해주었다. 또한 교황은 세계 공의회를 소집할 수 있는 권한도 갖고 있었다. 그러나 로마 제국의 수도가 콘스탄티노폴리스로 천도하게 되면서부터 로마의 수위권은 콘스탄니노폴리스 총대주교로 정해졌다. 로마는 성 베드로와 성 바오로 사도들이 순교하고 유해가 안장된 곳이라는 상징성과 로마 교황이 성 베드로의 후계자라는 사실 때문에 로마는 자기만의 특별한 권리를 주장하였다.
제3차 세계 공의회인 에페소 공의회(431년)에서는 예수 그리스도의 신성과 인성의 구분을 강조하는 네스토리우스주의를 주된 문제로 다루었는데, 네스토리우스주의는 인간인 예수를 낳은 동정 마리아는 하느님을 낳았다고 볼 수 없다는 주장이었다. 에페소 공의회는 네스토리우스주의를 배격하고, 예수 그리스도 안에서 신성과 인성은 서로 분리될 수 없는 것이므로 그를 낳은 어머니인 동정녀 마리아는 곧 하느님을 낳은 여인, 하느님의 어머니라는 것을 확인하였다. 이러한 에페소 공의회의 결의에 따라 교회 안에 첫 번째 분열이 일어나게 되었다. 주로 페르시아 지역의 교회들이 공의회의 결정을 거부하였는데, 이들은 오늘날 아시리아 동방교회라는 이름으로 불리고 있다. 지금의 아시리아 동방교회는 예전처럼 네스토리우스의 주장을 더는 추종하지 않는다. 이들은 종종 고대 동방 교회라고도 불린다.
교회의 두 번째 분열은 451년 칼케돈 공의회 이후에 일어났다. 칼케돈 공의회는 예수 그리스도의 신성만을 강조하고 인성은 부정한 단성설을 배척하였다. 칼체돈 공의회에서는 예수 그리스도는 한 위격이면서도 그 안에는 신성 뿐만이 아니라 인성도 온전히 존재하며, 따라서 예수 그리스도는 참 하느님인 동시에 참 사람이라고 선포하였다. 알렉산드리아 교회는 칼케돈 공의회의 결의를 따르는 것을 거부하였으며, 결국 교회 공동체에서 갈라져 나간 이들은 오리엔트 정교회라고 부르게 되었다.
그리스도교의 세 번째 분열인 교회 대분열은 11세기에 발생하였다. 서방 교회와 동방 교회 사이에 교리상의 논쟁과 교회 통치를 놓고 벌인 주도권 다툼이 오랫동안 지속되었으며, 전례 방식이나 관습에 있어서도 서로 달라 이질감이 커져가다가 1954년에 이르러서는 이러한 교회 내 반목이 최고조에 이르게 된다. 대체로 잉글랜드, 프랑스, 신성 로마 제국, 폴란드, 보헤미아, 슬로바키아, 스칸디나비아, 발트 3국 등 서유럽 지역은 서방 교회 진영에 속하게 되었다. 그리고 그리스와 루마니아, 러시아 및 기타 슬라브 지역, 아나톨리아, 시리아, 이집트 등에서 칼케돈 공의회의 결정을 따른 동방 지역은 동방 교회 진영에 속하게 되었다. 서방 교회와 동방 교회의 분열을 일컬어 동서 교회의 분열이라고 한다.
서방교회 분열은 16세기 서방교회 내부의 종교개혁이 촉발되면서 찾아왔다. 종교개혁 이후 서방 교회는 개혁 반대파와 찬성파로 나뉘었고, 반대파는 지금의 천주교가 되었고, 찬성파는 개신교가 되었다.

## 라틴 가톨릭교회와 동방 가톨릭교회
라틴 전례 가톨릭교회와 동방 가톨릭교회는 모두 하나의 ‘로마 가톨릭교회’를 이루고 있으며, 세계에서 가장 큰 단일 종교 조직이자 가장 교세가 큰 기독교 종파로서 그 신자 수는 모든 그리스도인의 절반 이상(21억 명의 전체 그리스도인 가운데 11억 명이 로마가톨릭 신자)을 차지하고 있으며, 대략적으로 세계 인구의 6분의 1에 해당한다. 제2차 바티칸 공의회의 《동방 교회들에 관한 교령》에 따라 이들 23개의 ‘개별 교회’는 모두 로마 교황의 수위권을 인정하고 성좌 및 다른 로마가톨릭교회와 완전한 일치를 이루고 있다.
이 같은 개별 교회는 라틴 전례 또는 서방 교회(전례의 종류가 수십 가지가 되지만, 그 가운데 로마 전례가 가장 대중적으로 잘 알려져 있음)와 22곳의 동방 가톨릭교회가 있다. 나중에는 14곳의 비잔티움 전례 양식의 교회들도 개별 교회에 포함하게 되었다. 동방이나 서방이나 각 개별 교회는 모두 하나의 교회 안에서 동등한 위치를 차지하고 있다. 무엇보다 로마 교황과의 일치를 통해 각 개별 교회는 모두 ‘가톨릭교회’ 내지는 ‘로마 가톨릭교회’라고 불린다.